# Beatriz Gutiérrez Müller

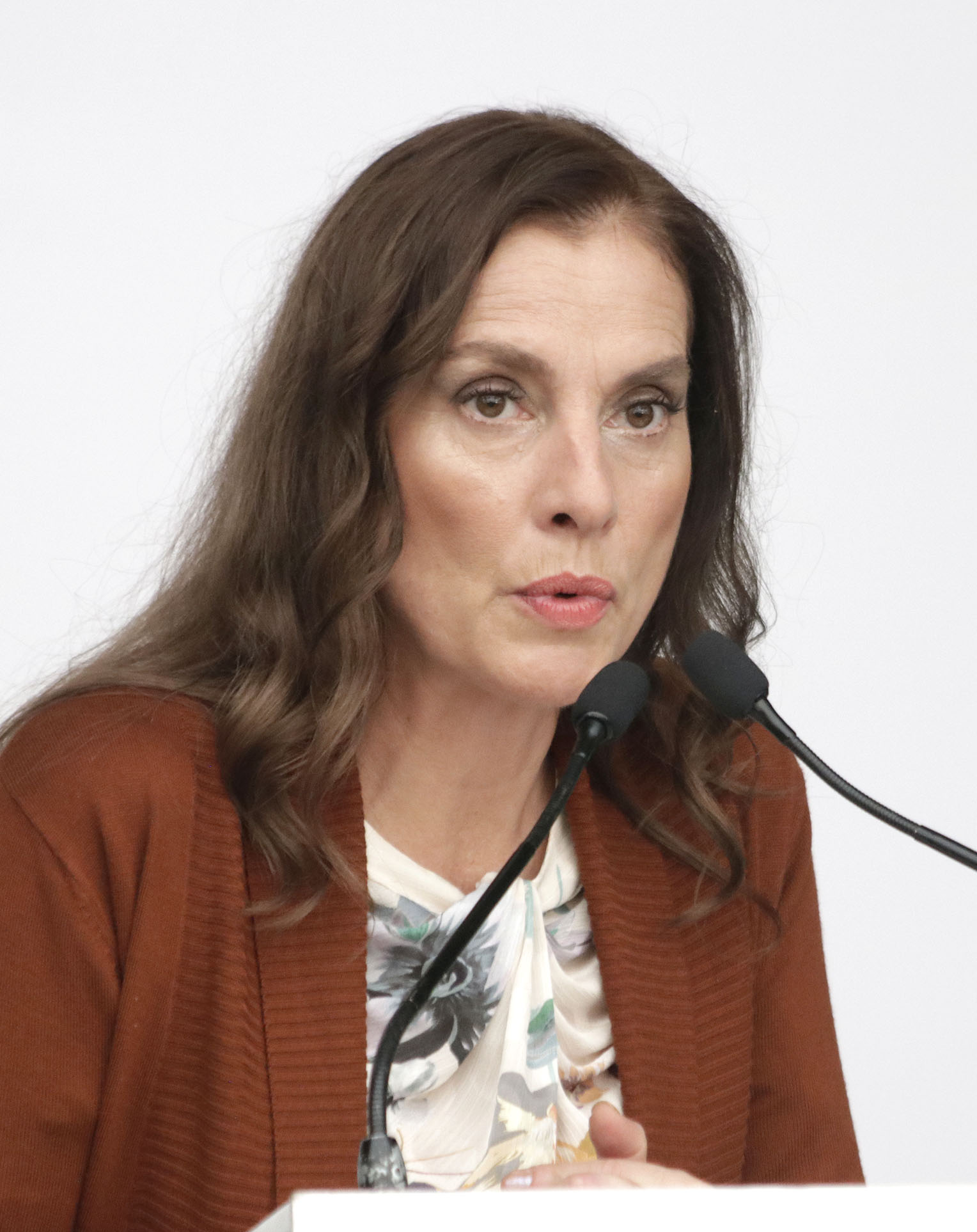
Beatriz Gutiérrez Müller (2019)

Beatriz Gutiérrez Müller (* 13. Januar 1969 in Mexiko-Stadt) ist eine mexikanische Historikerin und Schriftstellerin sowie die Ehefrau des ehemaligen mexikanischen Präsidenten Andrés Manuel López Obrador. 

## Leben

### Beruflicher Werdegang
Nachdem sie bereits mehrere Studien abgeschlossen und mehr als zehn Jahre als Journalistin gearbeitet hatte, studierte Gutiérrez Literaturtheorie an der Nationalen Autonomen Universität von Mexiko (UNAM) und promovierte mit ihrer Ausarbeitung Héroes y voces en „La constancia y paciencia del santo Job“ de Francisco de Quevedo. Sie veröffentlichte einige Bände, die früheren mittelamerikanischen Dichtern gewidmet waren, wie Poesías. Manuscrito 1889–1899 de Rodulfo Figueroa, Antología Poética de Solón Argüello und Rogelio Fernández Güell – Episodios de la revolución mexicana. Außerdem schrieb sie Romane und Gedichte. In ihrem 2011 publizierten Roman Larga vida al Sol (span. für Es lebe die Sonne) schildert sie die Geschichte eines Volkes, das 74 Jahre lang in Harmonie lebte, bis eine Venusfinsternis zum Zerwürfnis führte, in deren Folge das Volk schließlich ausstarb. Sowohl ihr nächster Roman Viejo siglo nuevo (Altes neues Jahrhundert) als auch ihre Untersuchung Dos revolucionarios a la sombra de Madero (Zwei Revolutionäre im Schatten Maderos) haben die Mexikanische Revolution im Allgemeinen und Francisco Madero im Besonderen zum Inhalt.

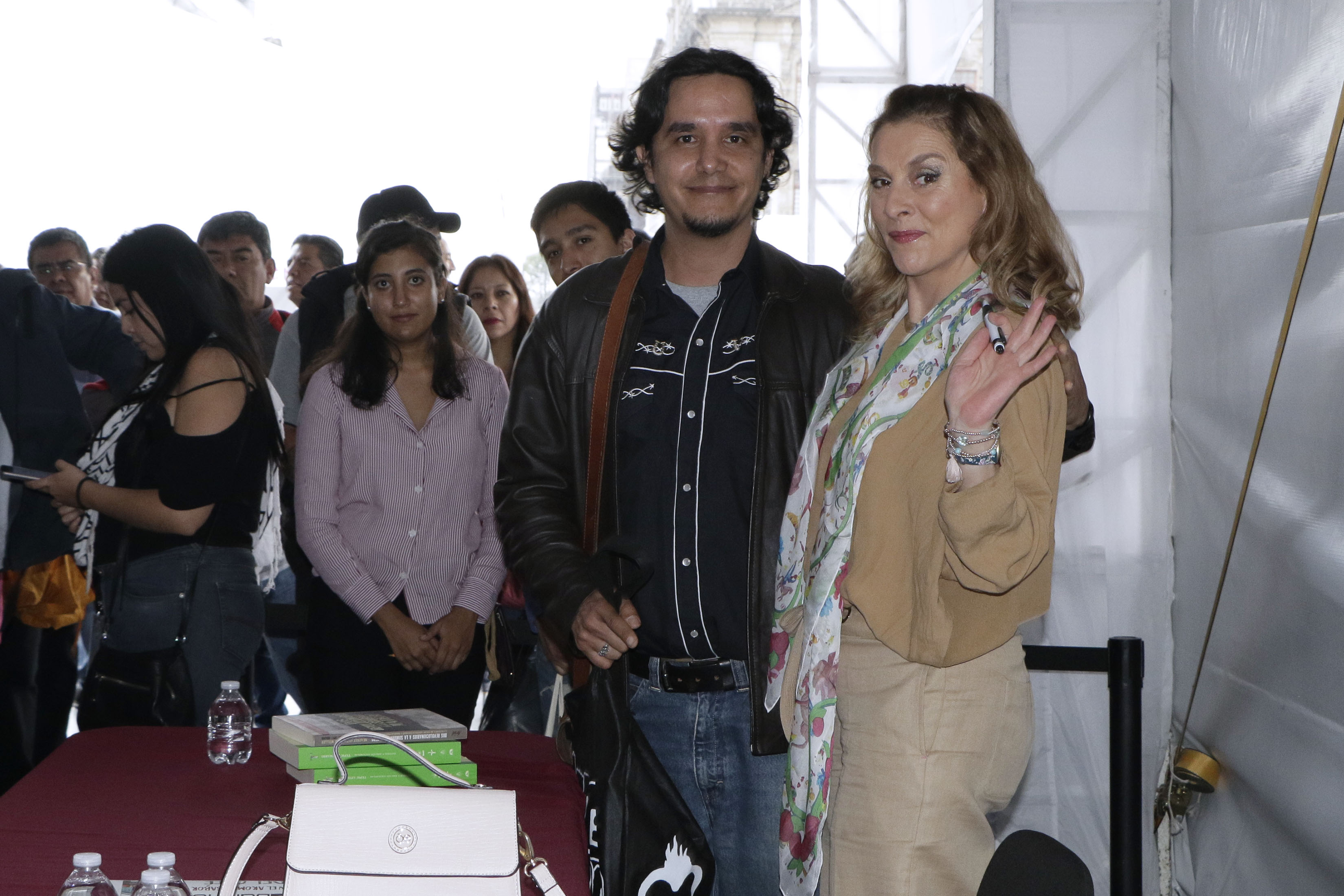
Gutiérrez (rechts) bei der
Vorstellung ihres neuen Buches
Tepic literario im Oktober 2018

Mit ihrem 2018 publizierten Buch Tepic literario, Revista Mensual de literatura, variedades y anuncios (1907) setzt sie sich erneut mit dem Wirken von Solón Argüello auseinander, der eine treibende Kraft an der Seite Maderos war und seinen Lesern den liberalen Zeitgeist näherbringen wollte.

### Familie
Wahrscheinlich 2004 lernte Gutiérrez ihren heutigen Mann kennen, dessen erste Frau Rocío Beltrán Medina ein Jahr zuvor krankheitsbedingt verstorben war. 2006 heiratete das Paar und 2007 kam ihr gemeinsamer Sohn.
Wie ihr zweiter Familienname Müller verrät, haben die Vorfahren ihrer Mutter (Nora Beatriz Müller Bentjerodt) deutsche Familienwurzeln. Deren Eltern (Adolf Müller und Bertha Bentjerodt) heirateten am 9. Februar 1939 in Valdivia, einer Stadt im Süden Chiles. Adolf Müller, der einen Teil seines Lebens unter anderem in Deutschland verbracht hatte, wurde in Mexiko geboren, wohin sein Vater Walter Müller (somit ein Urgroßvater von Beatriz Gutiérrez Müller) in den 1890er Jahren ausgewandert war.

## Veröffentlichungen (Auswahl)
- 2011: Larga vida al Sol (Roman)
- 2012: Viejo siglo nuevo (Roman)
- 2016: Dos revolucionarios a la sombra de Madero
- 2017: Antología Poética de Solón Argüello
- 2018: Leyendas y cantos (Gedichtsammlung)
- 2018: Tepic literario, Revista Mensual de literatura, variedades y anuncios (1907)